# جيمس بلو
جيمس بلو (بالإنجليزية: James Blue)‏ هو كاتب سيناريو ومخرج أمريكي، ولد في 10 أكتوبر 1930 في تلسا في الولايات المتحدة، وتوفي في 14 يونيو 1980 في بوفالو في الولايات المتحدة.

## وصلات خارجية
- جيمس بلو على موقع IMDb (الإنجليزية)
- جيمس بلو على موقع ألو سيني (الفرنسية)
- جيمس بلو على موقع أول موفي (الإنجليزية)
- جيمس بلو على موقع قاعدة بيانات الفيلم (الإنجليزية)
- جيمس بلو على موقع كينوبويسك (الروسية)